# Evarcha hunanensis
Evarcha hunanensis är en spindelart som beskrevs av Peng X., Kim, Xie L. 1993. Evarcha hunanensis ingår i släktet Evarcha och familjen hoppspindlar. Inga underarter finns listade i Catalogue of Life.